# Belgrandia bonelliana
Belgrandia bonelliana е вид коремоного от семейство Hydrobiidae. Видът е критично застрашен от изчезване.

## Разпространение
Разпространен е в Италия.